# 克蘭芝戰役
克蘭芝戰役是第二次世界大戰期間1942年2月間大日本帝國陸軍侵略大英帝國所屬新加坡的第二個階段，是新加坡戰役的一個組成部份。1942年2月8日，日軍襲擊新加坡西北部的莎琳汶沙灘，主要目標是在新加坡北部搶灘，以突破盟軍的裕廊－克蘭芝（Jurong—Kranji）防線，再向新加坡市中心南進。守衛克蘭芝（Kranji）和新柔長堤之間海岸線的是由鄧肯·麥克斯韋（Duncan Maxwell）准將統領的澳洲第27步兵旅和從新加坡華人中招募的星華義勇軍（Dalforce）。2月10日，日軍近衛師團在克蘭芝河溯流而上時遭受了最慘重的損失，因此他們驚慌失措，幾乎放棄了行動。然而，在隨後的戰鬥中，盟軍的一系列溝通不良和撤退讓日軍迅速獲得了戰略立足點，最終導致新加坡於2月15日淪陷。

## 背景
克蘭芝周圍的地形主要是紅樹林沼澤和熱帶森林，溪流和水灣貫穿其中。克蘭芝河和新柔長堤之間近4公里長的海岸線由澳洲第27步兵旅負責防守。澳洲第27步兵旅由三個步兵營組成：第2/30步兵營、第2/29步兵營和第2/26步兵營，並得到第2/10野戰炮兵團以及第2/4機槍營的一排的支援。
澳洲第27步兵旅也得到了星華義勇軍的支援。 星華義勇軍是一支由新加坡華人志願者等人組成，指揮官是馬來亞秘密警察部隊的約翰·達利（John Dalley）中校，因此星華義勇軍被殖民地政府稱為「達軍」（Dalforce）。隨著戰爭越戰越激烈，星華義勇軍的志願者只接受了三四天的訓練就帶著武器上前線。 由於制服短缺，星華義勇軍臨時在藍色襯衫上佩戴了一個紅色三角形，以避免被盟軍誤認為日軍。
克蘭芝的盟軍即將被日軍西村琢磨中將統領的近衛師團攻擊。2月7日，近衛師團400人在一次佯攻中登陸並佔領了新加坡東北部的烏敏島，在過程中遇到的抵抗微乎其微。

## 經過

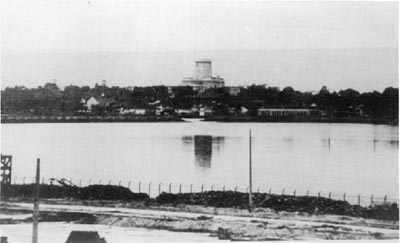
新柔長堤於1942年2月初旬被從馬來亞撤退到新加坡的盟軍炸毀。

2月9日，日軍第5師團和第18師團在山下奉文中將的指揮下在新加坡西北部的莎琳汶沙灘登陸，與鎮守沙灘的澳洲軍展開激戰。山下奉文在柔佛蘇丹的王宮設立軍事總部，從此處可以觀察到由柔佛海峽間隔大約1.6英里（2.6）新加坡北部幾乎所有的關鍵目標。盟軍雖然知曉日軍在柔佛蘇丹王宮設立軍事總部，卻不讓炮兵射擊王宮，以避免對王宮造成任何損害，負面影響英國殖民地政府與柔佛王室的關係。
日軍登陸克蘭芝的主要目標是佔領克蘭芝村（Kranji Village），從而修復被炸毀的新柔長堤，以便於增援部隊和補給品沿著兀蘭（Woodlands）和萬禮（Mandai）的道路順利流動，並讓先鋒部隊通往新加坡其它地區。 當第一波日軍成功在克蘭芝登陸後，日軍集結炮兵開始炮轟盟軍在克蘭芝的陣地，摧毀盟軍的電報和電話通訊，導致盟軍前線和指揮部之間的通訊中斷。當晚8點30分，日軍近衛師團開始乘坐特製裝甲登陸艇、折疊船，或者以游水方式渡過柔佛海峽。
2月9日午夜過後不久，澳洲第27步兵旅派遣第2/29步兵營去保衛登加空軍基地西郊，隨後第2/29步兵營由澳洲第22步兵旅指揮。澳洲第27步兵旅三個步兵營中只剩下兩個營來應對即將到來的戰鬥，而且沒有後備軍。

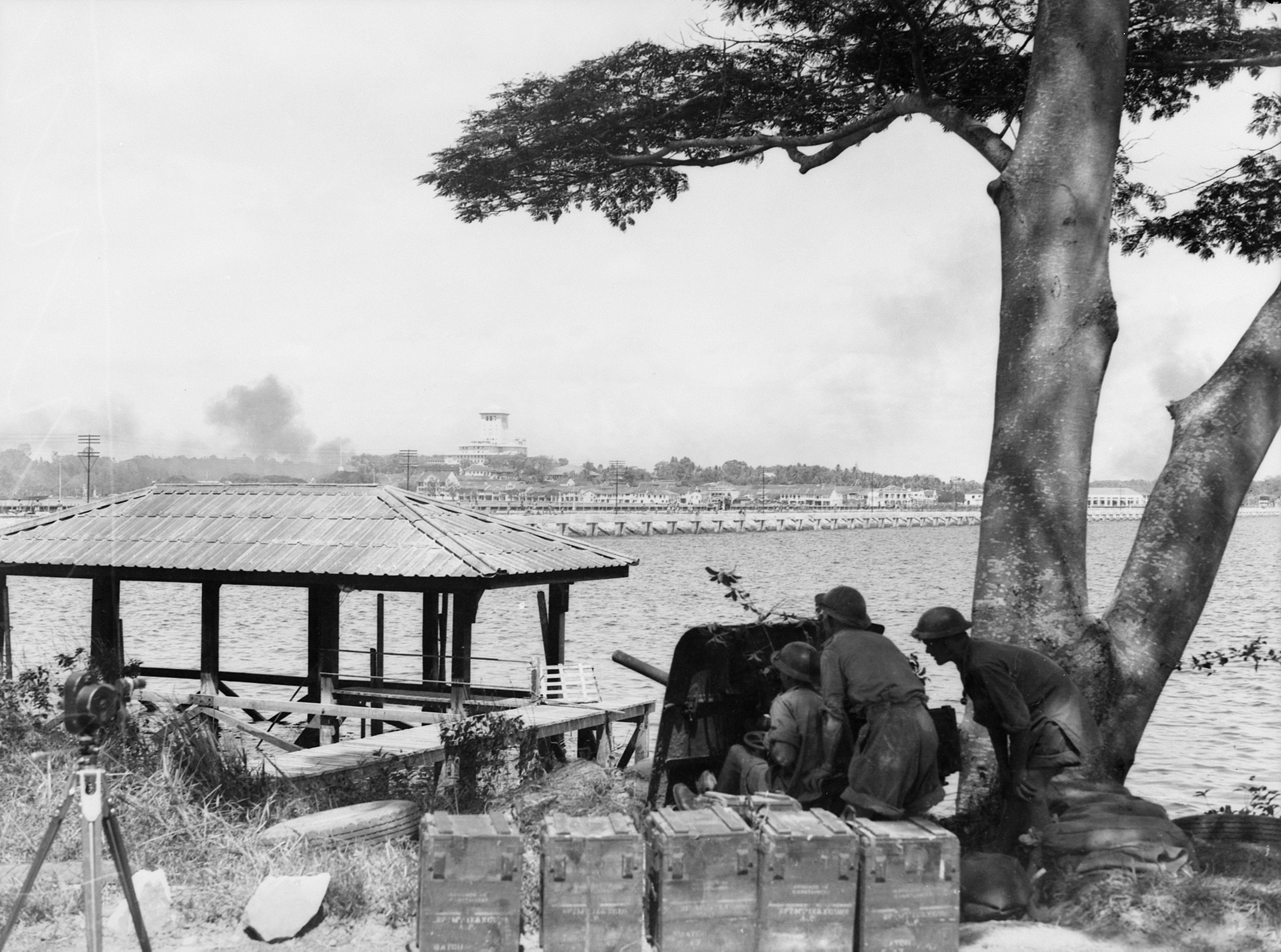
澳洲軍在新柔長堤附近操作一門QF 2磅炮

2月10日凌晨，日軍在整個新加坡戰役中遭受了最慘重的損失。近衛師團第4團的先遣登陸部隊在沿著克蘭芝河逆流而上時，遭到澳洲機槍手和迫擊炮隊的猛烈攻擊。此外，盟軍之前為了防止日軍奪取附近的油庫，把油庫清空於河流中。日軍在逆河流而上時，發現四周都是浮油。盟軍向日軍開火時點燃了石油，導致許多日軍士兵被活活燒死。由於日軍傷亡慘重，西村琢磨向山下奉文請求取消行動，結果被山下奉文拒絕了。
澳洲第27步兵旅旅長麥克斯韋與盟軍總部的通訊有限，擔心自己的部隊會在日軍與澳洲第22步兵旅在西北部莎琳汶沙灘和西南部裕廊一帶的混亂激戰中被切斷，因此決定從克蘭芝海邊防線撤退。日軍也因此能夠繼續大量增援兵力，佔領克蘭芝村和兀蘭區，在不受盟軍攻擊的情況下開始修復新柔長堤。
日軍船隻開始把輕型、具有相對較好浮力的97式中坦克和95式輕坦克拖過柔佛海峽，在黃昏時分後加入在林厝港路（Lim Chu Kang Road）的戰鬥。 隨著日軍援兵及坦克沿著蔡厝港路（Choa Chu Kang Road）快速推進，守衛的盟軍被迫撤退，退往東南方的武吉班讓（Bukit Panjang）。日軍第5師團於2月11日晚間奪下武吉知馬（Bukit Timah）。

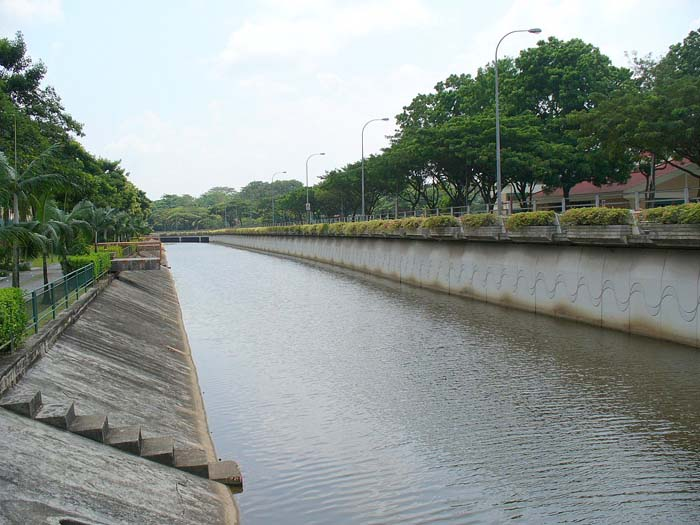
現今的裕廊運河位於裕廊東和裕廊西之間的邊界，在新加坡戰役期間形成了裕廊-克蘭芝防線。

英國陸軍馬來亞司令部總司令白思華中將繪製了一條覆蓋加冷空軍基地（RAF Kallang）、麥里芝（MacRitchie）和貝雅士蓄水池（Peirce Reservoir）以及武吉知馬補給站區域的防禦範圍，以確保新加坡防禦的完整性。西北防線的其中一部分是裕廊－克蘭芝防線（Jurong－Kranji Line），是一條連接裕廊河和克蘭芝河兩河源頭的狹窄山脊，形成保護新加坡市中心西北入口的天然防線。東北部的防線則是實龍崗線（Serangoon Line），位於加冷空軍基地和巴耶利峇（Paya Lebar）之間。 裕廊－克蘭芝防線由印度第44步兵旅、印度第12步兵旅和陷入困境的澳洲第22步兵旅負責防守。 印度第15步兵旅重新部署在武吉知馬路附近，以保衛重要的糧食和汽油供應。白思華的部下收到了守衛各區的密令，只能在必要時才撤退到市中心的最後一道防線。

麥克斯韋在收到白思華的密令時誤解了密令中的指示，誤以為白思華要他立即退往最後一道防線，因此印度第44步兵旅、印度第12步兵旅和澳洲第22步兵旅於2月10日放棄了裕廊－克蘭芝防線。盟軍美英荷澳司令部總司令阿奇博爾德·韋維爾上將擔心日軍會佔領武吉知馬，奪取盟軍大量的補給用品，因此給白思華發出了緊急信息：
可以肯定的是，我軍在新加坡的兵力遠遠超過任何跨越海峽的日軍。我們必須消滅他們。我們在戰爭中的整個聲譽和大英帝國的榮譽都受到了威脅。美軍在巴丹半島頑強抵抗，蘇聯軍正在擊退德軍的精銳部隊，幾乎缺乏現代化裝備的中國軍已經抵制了日軍四年半的時間。如果我們將我們所誇耀的新加坡要塞拱手讓給劣等敵軍，那將會很不光彩的。

## 後續
到了2月11日，由於盟軍放棄了裕廊-克蘭芝防線，日軍得以通過防線攻擊武吉知馬（Bukit Timah）。 同一天，白思華把原來位於森路（Sime Road）的聯合作戰總部遷至福康寧（Fort Canning）的地下指挥中心（Battle Box）。

儘管星華義勇軍有戰鬥精神，他們卻因為訓練不足、缺乏武器裝備而损失惨重。澳洲第27步兵旅向南撤退時使盟軍受到重挫，讓日軍在新加坡北部兀蘭（Woodlands）建立了據點，從而順利進入全島的通道。 韋維爾於2月11日離開新加坡前往爪哇島，並向英國首相溫斯頓·邱吉爾發出一份電報，闡述他對新加坡戰線的評估：
新加坡戰役進展不順利... 我已命令白思華用盡所有部隊進行反擊... 一些部隊士氣不佳，沒有一個達到我希望看到的那麼高... 主要的問題是一些我軍的增援部隊訓練不足，以及日軍膽大的戰術和制空權使我軍感到自卑。我軍正在盡力提起戰鬥精神，對前景更樂觀，但我不能說這一切的努力到目前有了成果。我已經下達明確的命令，絕不能有投降的念頭，所有部隊都要繼續戰鬥到底...
2月12日，日軍近衛師團佔領了蓄水池和義順村（Nee Soon Village）。數千名疲憊不堪、驚恐的盟軍散兵離開戰場，到大型建築物中尋求庇護。同一天晚上，新加坡東部的盟軍開始向市中心撤軍。
2月13日，日軍第5師團繼續前進，到達亞當路（Adam Road）和花拉路（Farrer Road），佔領了盟軍在森路的舊總部。山下奉文也將日軍總部遷到武吉知馬路被炸彈損壞的福特汽車工廠（Ford Motor Factory）。日軍第18師團向南推進，進入巴西班讓（Pasir Panjang）與盟軍展開激戰。

## 紀念
1995年，國家文物局把克蘭芝戰場遺址和裕廊－克蘭芝防線列入新加坡十一個二戰遺址中。